# Hasel (Fisch)
Der Hasel (Leuciscus leuciscus, griech. λευκός, leukós „glänzend, leuchtend, weiß“) ist ein kleinwüchsiger Vertreter der Karpfenfische. Er hat in Europa nur eine sehr geringe wirtschaftliche Bedeutung und wird wegen seiner typischen „Weißfischgestalt“ leicht mit anderen Vertretern seiner Familie verwechselt.

## Verbreitung und Lebensraum
Der Hasel bewohnt überwiegend hartgründige Fließgewässer von der Forellen- bis zur Barbenregion in Europa, Sibirien und Kasachstan. Er ist auch in Fluss- und Stauseen anzutreffen, seltener auch in stehenden Gewässern. Bevorzugt hält er sich in Klarwasserbereichen, vorwiegend in Beruhigungszonen oder langsam strömenden Abschnitten, auf. In Deutschland ist der Hasel im gesamten Bundesgebiet zu finden, wobei die Bestandsdichte von Süden nach Norden hin abnimmt. In Österreich ist die Art ebenfalls weit verbreitet und in der Schweiz ist sie in größeren Gewässern im Einzugsgebiet des Rheins anzutreffen. Vereinzelte Populationen in schweizerischen Bergseen sind wahrscheinlich auf entkommene oder freigelassene Köderfische zurückzuführen.

## Merkmale
Der spindelförmige und leicht abgeflachte Körper des Hasels erreicht nur selten eine Gesamtlänge von mehr als 25 Zentimeter. Die Mundspalte ist klein, nur wenig angeschrägt und etwas unterständig. Sie erreicht nicht den Augenrand und wird von der Schnauze etwas überragt. Der äußere Rand von Rücken- und Afterflosse ist konkav, die Schwanzflosse ist deutlich eingekerbt. Auf dem Rücken ist der Hasel bläulich-grünlich oder stahlblau gefärbt, die Seiten und der Bauch glänzen silbrig oder sind gelblichweiß. Die Brust- und Bauchflossen sind von hellgrauer bis gelblicher Farbe und zeigen gelegentlich einen rötlichen Schimmer, der aber weniger intensiv ausfällt als beispielsweise beim Döbel (Squalius cephalus). Die Rücken- und Afterflosse sind grau bis graugrünlich.
Außerhalb der Laichzeit zeigt der Hasel keinen augenfälligen Geschlechtsdimorphismus, lediglich die Brust- und Bauchflossen sind bei männlichen Tieren geringfügig länger. In der Fortpflanzungsperiode bilden die Männchen einen feinkörnigen Laichausschlag aus, der sich über die Stirn, die Körperseiten bis zum Bauch erstreckt. Auch an den Brustflossen und in geringerem Maß an den Bauchflossen finden sich die Perlorgane.
Die Anzahl der mittelgroßen Schuppen entlang der Seitenlinie ist relativ variabel. In den meisten Fällen bewegt sie sich zwischen 47 und 52, schwankt aber insgesamt zwischen 45 und 55. Die häufigste Schlundzahnformel ist 2,5 – 5,2 oder 2,5 – 5,3.
Flossenformel: Dorsale 3–4/8–9, Anale 3/8–10, Pectorale 1/14–19, Caudale 17–21

## Lebensweise
Der scheue und sehr schnelle Schwimmer ist ein geselliger Schwarmfisch. Sein Nahrungsspektrum ist breit gefächert, zum überwiegenden Teil ernährt sich der Hasel von im Wasser lebenden Wirbellosen oder Larven und Algen. Ferner nimmt er aber auch Anflugnahrung und gelegentlich höhere Wasserpflanzen oder Samen von Uferpflanzen auf. Die Nahrungssuche findet in allen Wasserschichten statt und schwankt über den Tagesverlauf, unregelmäßige Phasen von Pausen und Fressen wechseln sich ab. Die Zeit der intensivsten Nahrungsaufnahme sind in der Regel die Dämmerstunden.

### Fortpflanzung
Hasel laichen zwischen März und April bei Wassertemperaturen unterhalb von zehn Grad Celsius. Vor Beginn der Laichzeit unternehmen sie kurze Wanderungen stromaufwärts. Unterhalb geeigneter Laichplätze versammeln sich die Fische in tieferen und ruhigeren Bereichen und verweilen dort bis zum Fortpflanzungsakt. Der Laichplatz selbst ist typischerweise mit Wassertiefen von deutlich weniger als 50 Zentimeter sehr flach und strömungsreich. Entsprechend sind Bodengrund und Uferbereich steinig und es finden sich kaum höhere Pflanzen. Das Ablaichen findet in der Regel nachts statt. Die frei ins Wasser abgegebenen Eier werden bei Wasserkontakt sofort sehr klebrig. Sie werden durch die Strömung schnell über den gesamten Laichbereich verteilt und bleiben meist unter großen Steinen haften. Aufgrund dieser Verstreuung finden sich Haseleier am Substrat meist einzeln und eher selten in kleinen Klumpen. Die Größe der grauweißen und relativ undurchsichtigen Eier schwankt je nach Länge des Weibchens zwischen 1,3 und 2,5 Millimeter, im Mittel durchmessen sie zwei Millimeter. Nach etwa 260 Tagesgraden schlüpfen die Larven, sie sind mit einer Länge von sieben bis acht Millimeter deutlich größer als die Larven anderer in Europa lebender Karpfenfische. Noch bevor der Dottersack vollständig aufgezehrt ist, beginnt der Nachwuchs mit der Nahrungsaufnahme. Gefressen werden zu Beginn vor allem Rädertierchen und Kieselalgen, ferner auch kleine Grünalgen, Wimper- und Geißeltierchen. Die Larvalphase endet nach etwa acht Wochen. Die Jungfische haben dann eine Größe von ungefähr drei Zentimeter erreicht. Ihre Geschlechtsreife erlangen sie meist im vierten Lebensjahr. Die durchschnittliche Lebenserwartung des Hasels beträgt zehn Jahre, unter optimalen Rahmenbedingungen ist auch ein Höchstalter bis zu 16 Jahren möglich.